# Die Heinzels - Rückkehr der Heinzelmännchen
Die Heinzels - Rückkehr der Heinzelmännchen (bra: É Doce!) é um filme de animação por computador de 2019 dirigido por Ute von Münchow-Pohl.
O filme estreou no SCHLINGEL International Film Festival em 2019.

## Sinopse
É Doce! apresenta os gnomos Elfie, Buck e Kipp. Enquanto Kipp possui o dom de confeccionar belos móveis e Buck o de fazer velas incomparáveis, Elfie, uma gnomo eloquente e super atrapalhada encontra-se em busca de seguir a tradição dos gnomos: um ofício em que ela seja perfeita. Com isso, ela decide aprender novidades no mundo humano, onde ela e os amigos conhecem Theo, um confeiteiro que está quase perdendo sua loja. Agora, eles unirão forças para salvar o estabelecimento e tornar Elfie em uma grande confeiteira.